# Hinatsu Kōnosuke

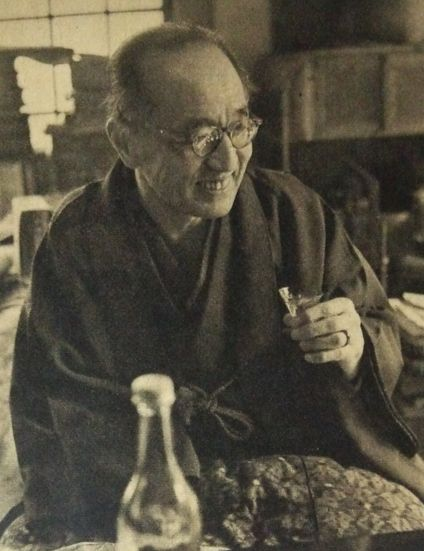
Hinatsu Kōnosuke

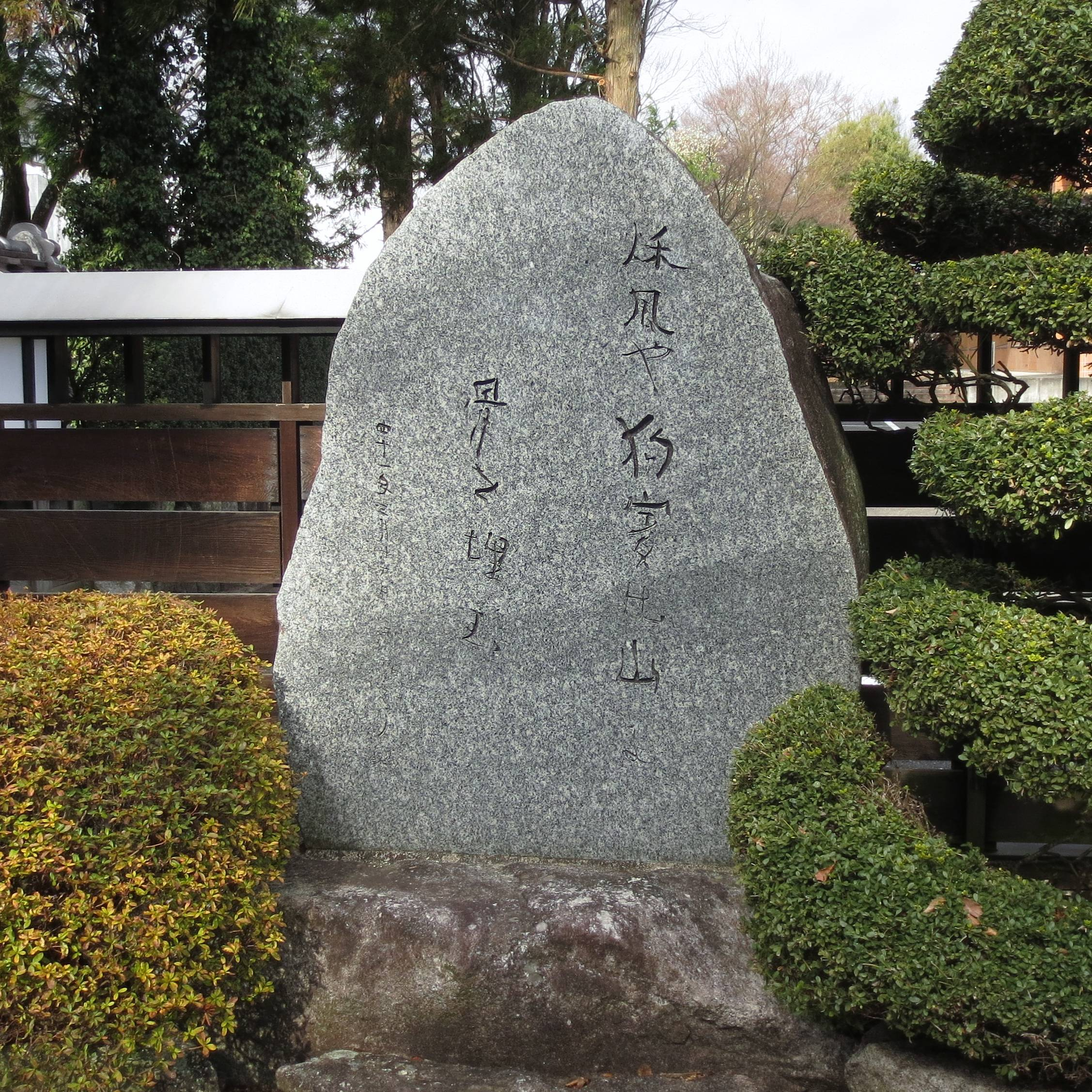
Gedenkstein am Museum

Hinatsu Kōnosuke (japanisch  日夏 耿之介, eigentl.: Higuchi Kunito (樋口 國登); * 22. Februar 1890 in Iida (Präfektur Nagano); † 13. Juni 1971 in Tokio) war ein japanischer Lyriker, Literaturwissenschaftler und Übersetzer.

## Leben und Wirken
Hinatsu Kōnosuke studierte an der Waseda-Universität, wo er als Professor für englische Literatur wirkte. Er übersetzte romantische und neugotische Gedichte, die seinen eigenen Stil beeinflussten. 1915 gründete er die Zeitschrift Shijin. 1917 debütierte er mit dem von den Werken Oscar Wildes und Edgar Allan Poes beeinflussten Gedichtsammlung Tenshin no shō (転身の頌). 1919 publizierte er Meiji-Taishō-shishi (明治大正詩史) – „Poetikgeschichter der Meiji- und Taishō-Zeit“.
Als Literaturwissenschaftler erhielt er 1949 für erweiterte Ausgabe von Meiji-Taishō-shishi den Yomiuri-Literaturpreis. Für Nihon gendaishi taikei (日本の現代史体系) –　„Kompendium der japanischen Gegenwartsdichtung“ wurde er 1951 mit dem Mainichi-Kulturpreis ausgezeichnet. Sein Gesamtwerk wurde von 1973 bis 1976 in 8 Bänden herausgegeben.
In seiner Heimatstadt Iida gibt es ein Gedächtnismuseum für Hinatsu.